# Richard Auer

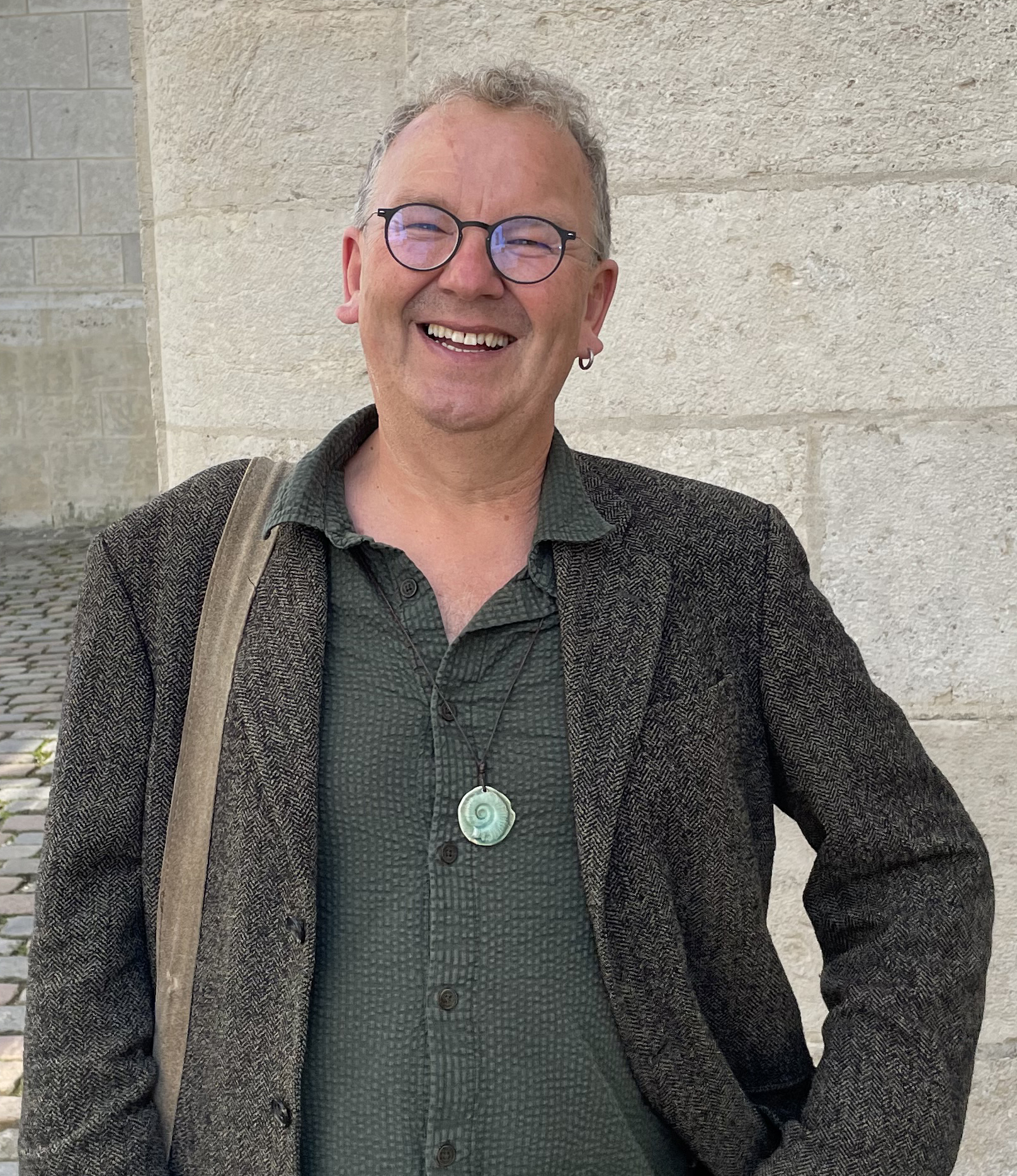
Richard Auer (2024)

Richard Auer (geb. Rebele; * 17. Juni 1965 in Wolferstadt, Regierungsbezirk Schwaben) ist ein deutscher Krimiautor und Journalist.

## Leben und Wirken
Auer wuchs auf einem kleinen Jura-Bauernhof im Landkreis Donau-Ries auf. Er besuchte ab 1975 ein Bischöfliches Knabenseminar und machte sein Abitur 1984 am Willibald-Gymnasium in Eichstätt. Nach Ableistung des Wehrdienstes studierte er ab 1986 Diplom-Journalistik an der Katholischen Universität Eichstätt. Zunächst arbeitete er für ein Jahr beim Treuchtlinger Kurier, dann 25 Jahre als Redakteur beim Eichstätter Kurier und ab 2017 in der Zentralredaktion des Donaukuriers in Ingolstadt. In dieser Zeit wechselte er 2007 in Halbtagsbeschäftigung: er arbeitet seither jeweils eine Woche bei der Zeitung und eine Woche als Schriftsteller und Gästeführer in Eichstätt. 2020 wechselte er beim Donaukurier in die Lokalredaktion Hilpoltstein.
Richard Auer ist seit 1998 mit der Journalistin und Schriftstellerin Margit Auer verheiratet. Das Ehepaar hat drei Söhne.

## Werke

### Mike Morgenstern-Reihe
- Vogelwild. Emons Verlag, Köln 2009, ISBN 978-3-89705-651-0.
- Walburgisöl. Emons Verlag, Köln 2010, ISBN 978-3-89705-763-0.
- Hausbock. Emons Verlag, Köln 2012, ISBN 978-3-89705-958-0.
- Teufelsmauer. Emons Verlag, Köln 2013, ISBN 978-3-95451-133-4.
- Lammauftrieb. Emons Verlag, Köln 2015, ISBN 978-3-95451-709-1.
- Altmühlhexen. Emons Verlag, Köln 2017, ISBN 978-3-7408-0037-6.
- Willibaldsruh. Emons Verlag, Köln 2018, ISBN 978-3-7408-0452-7.
- Reliquienraub. Emons Verlag, Köln 2020, ISBN 978-3-7408-0764-1.
- Endstation Altmühltal. Emons Verlag, Köln 2021, ISBN 978-3-7408-1315-4.
- Altmühlstille. Emons Verlag, Köln 2023, ISBN 978-3-7408-1944-6.
- Altmühlwölfe. Emons Verlag, Köln 2025, ISBN 978-3-7408-2380-1.

### Weitere Veröffentlichung
- mit Gerhard von Kapff: 111 Orte im Altmühltal und in Ingolstadt, die man gesehen haben muss. Emons Verlag, Köln 2015, ISBN 3-95451-616-0.